# ساجاس
بلدية ساغاس (بالكاتالانية: Sagàs) هي إحدى بلديات مقاطعة برشلونة، والتي تقع في منطقة كاتالونيا، شرق إسبانيا.
يبلغ عدد سكانها 135 نسمة وفقاً لإحصائية سنة (2007).